# مايك بلوم
مايك بلوم هو لاعب هوكي الجليد كندي، ولد في 12 أبريل 1952 في أوتاوا في كندا.

## وصلات خارجية
- مايك بلوم على موقع دوري الهوكي الوطني (الإنجليزية)
- مايك بلوم على موقع قاعة مشاهير الهوكي (لاعب أن.إتش.أل) (الإنجليزية)
- مايك بلوم على موقع EliteProspects.com (الإنجليزية)
- مايك بلوم على موقع HockeyDB.com (الإنجليزية)
- مايك بلوم على موقع Hockey-Reference.com (الإنجليزية)